# Петропавловское (Николаевская область)
Петропавловское (укр. Петропавлівське) — село в Снигирёвском районе Николаевской области Украины.
Население по переписи 2001 года составляло 29 человек. Телефонный код — 5162.

## Местный совет
57370, Николаевская обл., Снигирёвский р-н, с. Баратовка, ул. Капитана Агеенка, 3